# Trachelipodidae
Trachelipodidae là một họ thuộc bộ Chân đều (Isopoda), gồm các chi sau:
- Desertoniscus Verhoeff, 1930
- Fossoniscus Strouhal, 1965
- Hemilepistoides Borutzkii, 1945
- Hemilepistus Budde-Lund, 1885
- Irakoniscus Vandel, 1980
- Koreoniscus Verhoeff, 1937
- Lucasioides Kwon, 1993
- Mongoloniscus Verhoeff, 1930
- Nagurus Holthuis, 1949
- Orthometopon Verhoeff, 1917
- Pagana Budde-Lund, 1908
- Panchaia Taiti & Ferrara, 2004
- Phalaba Budde-Lund, 1910
- Porcellium Dahl, 1916
- Protracheoniscus Verhoeff, 1917
- Pseudorthometopon Schmalfuss, 1986
- Socotroniscus Ferrara & Taiti, 1996
- Tadzhikoniscus Borutzkii, 1976
- Tamarida Taiti & Ferrara, 2004
- Trachelipus Budde-Lund, 1908
- Tritracheoniscus Taiti & Manicastri, 1985